# Christine Haug
Christine Haug (* 1. März 1962 in Ulm) ist eine deutsche Buchwissenschaftlerin.

## Leben
Sie absolvierte in Ulm eine Buchhändlerlehre und erwarb über den zweiten Bildungsweg die allgemeine Hochschulreife. Von 1983 bis 1989 studierte sie Germanistik und Geschichte an der Justus-Liebig-Universität Gießen. 1995 wurde sie promoviert und war als wissenschaftliche Mitarbeiterin an den Universitäten Gießen und Mainz tätig. Seit 2006 ist sie Inhaberin der Professur für Buchwissenschaft an der Universität München und Leiterin des Studiengangs Buchwissenschaft. Seit 2003 ist sie Mitherausgeberin des Leipziger Jahrbuchs zur Buchgeschichte (Wiesbaden: Harrassowitz), seit 2011 Mitherausgeberin von Kodex: Jahrbuch der internationalen Buchwissenschaftlichen Gesellschaft (dito Harrassowitz). Überdies ist sie Zweite Vorsitzende der Internationalen Buchwissenschaftlichen Gesellschaft (seit 2007), Mitglied im Vorstand des Wolfenbütteler Arbeitskreises für Bibliotheks-, Buch- und Mediengeschichte (seit 2009) und korrespondierendes Mitglied der Historischen Kommission des Börsenvereins des Deutschen Buchhandels.

## Forschungsgebiet
Ihre Arbeitsgebiete sind Buchhandels- und Verlagsgeschichte vom 18. bis zum 20. Jahrhundert, speziell buchhändlerische Nebenmärkte, Geschichte des Bahnhofsbuchhandels (Habilitation 2004), Warenhausbuchhandel sowie Geheimliteratur im 18. Jahrhundert (u. a. Erotika und Pornographie) und Zensurgeschichte. Christine Haug arbeitet seit 1998 am Editionsprojekt Gutzkows Werke und Briefe. Kommentierte digitale Gesamtausgabe mit und hat hier 2013 zusammen mit Ute Schneider einen Band Gutzkows mit Schriften zum Buchhandel und zur literarischen Praxis herausgegeben, der ersten Textsammlung eines Autors des 19. Jahrhunderts zu Buchhandelsfragen.

## Schriften

### Als Autorin
- (mit Brigitte Keuchel): Lesen, Schreiben und Rechnen mit geistig Behinderten. Handbuch zur Didaktik der Kulturtechniken. Verl. Jugend u. Volk, Wien u. a. 1984, ISBN 3-425-01820-5.
- Christine Haug: Reisen und Lesen im Zeitalter der Industrialisierung. Die Geschichte des Bahnhofs- und Verkehrsbuchhandels in Deutschland von seinen Anfängen um 1850 bis zum Ende der Weimarer Republik. Wiesbaden: Harrassowitz Verlag 2007 (Schriften und Zeugnisse zur Buchgeschichte. Bd. 17).

### Als Herausgeberin
- mit Uta George, Rainer Kah (Hrsg.): Die andere Perspektive. Ein historischer Rückblick auf Gießen im 20. Jahrhundert. Gießen: Ricker’sche Universitätsbuchhandlung 1997.
- mit Natalie Kruse: Die Geschichte des Versandbuchhandels von seinen Anfängen in den 1860er Jahren bis zur Gegenwart. Hrsg. vom Bundesverband der Deutschen Versandbuchhändler e.V. Wiesbaden: Harrassowitz Verlag 2004.
- mit Franziska Mayer, Madleen Podewski (Hrsg.): Populäres Judentum. Medien, Debatten, Lesestoffe. Tübingen: Niemeyer 2009 (Conditio Judaica. Studien und Quellen zur deutsch-jüdischen Literatur- und Kulturgeschichte 76).
- mit Franziska Mayer, Winfried Schröder (Hrsg.): Geheimliteratur und Geheimbuchhandel in Europa im 18. Jahrhundert. Wiesbaden: Harrassowitz 2011 (Wolfenbütteler Schriften zur Geschichte des Buchwesens 47).
- (Hrsg.): Die digitale Bibliothek (= Kodex, Bd. 1). Harrassowitz, Wiesbaden 2011, ISBN 978-3-447-06485-9.
- mit Anke Vogel (Hrsg.): Quo vadis, Kinderbuch? Gegenwart und Zukunft der Literatur für junge Leser. Wiesbaden: Harrasowitz 2011 (Buchwissenschaftliche Forschungen 10), ISBN 978-3-447-06473-6.
- (Hrsg.): Bestseller und Bestsellerforschung (= Kodex, Bd. 2). Harrassowitz, Wiesbaden 2012, ISBN 978-3-447-06654-9.
- mit Vincent Kaufmann (Hrsg.): Buchzerstörung und Buchvernichtung (= Kodex, Bd. 3). Harrassowitz, Wiesbaden 2013, ISBN 978-3-447-10025-0.
- mit Rolf Thiele (Hrsg.): Buch – Bibliothek – Region. Wolfgang Schmitz zum 65. Geburtstag. Harrassowitz, Wiesbaden 2014, ISBN 978-3-447-10195-0.
- mit Daniel Fulda (Hrsg.): Merkur und Minerva. Der Hallesche Verlag Gebauer im Europa der Aufklärung (= Buchwissenschaftliche Beiträge aus dem Deutschen Bucharchiv München, Bd. 89). Harrassowitz, Wiesbaden 2014, ISBN 978-3-447-10209-4.
- mit Vincent Kaufmann (Hrsg.): Das Plagiat (= Kodex, Bd. 4). Harrassowitz, Wiesbaden 2014, ISBN 978-3-447-10171-4.
- (Hrsg.): Erotisch-pornografische Lesestoffe. Das Geschäft mit Erotik und Pornografie im deutschen Sprachraum vom 18. Jahrhundert bis zur Gegenwart (= Buchwissenschaftliche Beiträge aus dem Deutschen Bucharchiv München, Bd. 88). Harrassowitz, Wiesbaden 2015, ISBN 978-3-447-10210-0.
- mit Johannes Frimmel (Hrsg.): Schulbücher um 1800. Ein Spezialmarkt zwischen staatlichem, volksaufklärerischem und konfessionellem Auftrag (= Wolfenbütteler Schriften zur Geschichte des Buchwesens, Bd. 48). Harrassowitz, Wiesbaden 2015, ISBN 978-3-447-10392-3.
- mit Thomas Bremer (Hrsg.): Verlegerische Geschäftskorrespondenz im 18. Jahrhundert (= Buchwissenschaftliche Beiträge aus dem Deutschen Bucharchiv München, Bd. 96). Harrassowitz, Wiesbaden 2018, ISBN 978-3-447-11011-2.
- mit Johannes Frimmel, Helga Meise (Hrsg.): „In Wollust betäubt“. Unzüchtige Bücher im deutschsprachigen Raum im 18. und 19. Jahrhundert (= Buchwissenschaftliche Beiträge aus dem Deutschen Bucharchiv München, Bd. 97). Harrassowitz, Wiesbaden 2018, ISBN 978-3-447-11018-1.
- mit Johannes Frimmel, Bill Bell (Hrsg.): 300 Jahre „Robinson Crusoe“. Ein Weltbestseller und seine Rezeptionsgeschichte. De Gruyter, Berlin 2022, ISBN 978-3-11-077606-5.
- mit Stephanie Jacobs (Hrsg.): Zwischen Zeilen und Zeiten. Buchhandel und Verlage 1825–2025: Eine andere Geschichte des Börsenvereins. Wallstein, Göttingen 2025, ISBN 978-3-8353-5847-8.

Festschrift
- Johannes Frimmel u. a. (Hrsg.): Im Zentrum: das Buch. Forschungen, Projekte, Reflexionen am Zentrum für Buchwissenschaft: eine Bilanz der ersten Jahre: für Christine Haug. Harrassowitz, Wiesbaden 2022, ISBN 978-3-447-11799-9.